# Eine kaiserliche Botschaft
Eine kaiserliche Botschaft ist eine kurze Parabel von Franz Kafka, die 1917 entstand. Sie wurde, nach Vorabdruck in der jüdischen Wochenschrift Selbstwehr am 24. September 1919, 1920 in dem Sammelband Ein Landarzt veröffentlicht. Der Text ist Bestandteil des erst postum veröffentlichten Werkes Beim Bau der Chinesischen Mauer.

## Inhalt
Der Leser sieht sich persönlich angesprochen als einzelner „jämmerlicher Untertan“. Diesem hat der Kaiser vom Sterbebett aus eine Botschaft gesandt, wobei er sich noch bestätigen ließ, dass der Bote sie richtig wiedergab. Aber dieser wird niemals den Adressaten erreichen. Er wird gar nicht bis zum Ausgang des riesigen Kaiserpalastes gelangen, erst recht nicht das gigantische Reich durchqueren können. An den Leser gewandt endet die Parabel: „Du aber sitzt an deinem Fenster und erträumst sie Dir, wenn der Abend kommt“.

## Form
Der Satzbau der Parabel ist nicht von der schlichten Nüchternheit anderer Kafka-Prosa geprägt, sondern ist aufwändig und gekünstelt. Nach dramatischer Bewegung, mit der die Hindernisse der Botschaftsübermittlung aufgeführt werden, folgen am Schluss Ruhe und Nachdenklichkeit. Der Text hat eine gewissermaßen umgekehrte Zielrichtung als die Parabel Vor dem Gesetz: Der Mann vom Lande will ins Innere des Gesetzes, während der Kaiser aus seinem Palast eine Botschaft nach außen senden möchte.

## Textanalyse und Deutung
Die Parabel beinhaltet die Metapher über die Hierarchie von Instanzen, die sich als undurchdringliches Hindernis zwischen den Menschen und seine Bestimmung schiebt. Der mäandernde Weg, den der Bote durchläuft, weist auf die verschlungenen Kanäle bürokratischer Systeme hin, die Kafka aus seinem Beruf als Versicherungsjurist sehr vertraut waren.
Der Adressat und der Leser erfahren den Inhalt der Botschaft nicht. Beide wissen am Ende nur, dass es die Botschaft eines Toten ist. Hier erscheint ein Bezug zur damaligen Situation der Österreich-ungarischen Monarchie. Die Parabel entstand vier Monate nach dem Tod des Kaisers Franz Joseph I.
Im Weiteren ist die Parabel eine Aussage über Probleme der Nachrichtenübermittlung unter den Bedingungen einer labyrinthischen Welt, wobei das Scheitern von Kommunikation dargestellt wird. Deren Fehlschlagen war auch häufiges Thema von Kriegsberichterstattungen von der Front in der damaligen Zeit des Ersten Weltkrieges.
Das kurze Prosastück kann auch als Aussage zu Kafkas eigenem Schreiben verstanden werden. Da ist der Schriftsteller, der in der verwirrenden, oft stockenden Ordnung seiner Manuskripte ein Gelingen sucht.
Der letzte Satz ist eine schwärmerische, sehnsüchtige Umschreibung, die der Emotion im Zusammenhang mit dieser Botschaft nicht ganz adäquat erscheint. Er assoziiert das Bild einer am Fenster stehenden Rückenfigur von Caspar David Friedrich – oder des Kafka-Lesers, der vergeblich auf die Entschlüsselung der Textbotschaft wartet.
Aber der Adressat signalisiert auch bezüglich der Botschaft Wunsch und betrogene Erwartung eines gewissen Auserwähltseins. So zielt die in eine Rede gekleidete Parabel auf den eigenen Lebensbereich des Lesers, auf die Wahrheit, dass er sein in der Regel bedeutungsloses Dasein in seinen Wünschen, in seiner Phantasie überhöht: Der Glanz der oder des Großen wird dereinst einen Schimmer auf seine Existenz werfen und darauf abfärben; er wird Reichtum, Ansehen, Ruhm erlangen; er wird beachtet, beneidet, bewundert werden, und zwar umso mehr, weil das Glück ausgerechnet ihn, den Unscheinbaren, erhöht hat.

## Zitate
- […] wie nutzlos müht er sich ab; immer noch zwängt er sich durch die Gemächer des innersten Palastes; niemals wird er sie überwinden; und gelänge ihm dies, nichts wäre gewonnen; die Treppen hinab müßte er sich kämpfen; und gelänge ihm dies, nichts wäre gewonnen; die Höfe wären zu durchmessen; […]
- Niemand dringt hier durch und gar mit der Botschaft eines Toten.

## Rezeption
Sudau (S. 118) betont, dass aus der Stimme, die sich an den Leser wendet, lauttönender Hohn spricht. Die aberwitzigen Hoffnungen werden ad absurdum geführt, indem immer wieder entmutigende Formeln benutzt werden. Es wird Vergeblichkeit von Hoffnung unmittelbar erlebbar gemacht.

## Ausgaben
- Franz Kafka: Sämtliche Erzählungen. Paul Raabe Fischer-Taschenbuch-Verlag, 1970, ISBN 3-596-21078-X.
- Franz Kafka: Die Erzählungen. Originalfassung. Herausgebergegeben von Roger Hermes, Fischer Verlag, ISBN 3-596-13270-3.
- Franz Kafka: Drucke zu Lebzeiten. Herausgegeben von Wolf Kittler, Hans-Gerd Koch und Gerhard Neumann. Fischer Verlag 1996, ISBN 3-10-038155-6, S. 280–282.

## Sekundärliteratur
- Cerstin Urban: Franz Kafka: Erzählungen I. Königs Erläuterungen und Materialien (Bd. 279). Bange Verlag, Hollfeld 2005, ISBN 978-3-8044-1726-7.
- Peter-André Alt: Franz Kafka: Der ewige Sohn. Eine Biographie. München: Verlag C.H. Beck, 2005, ISBN 3-406-53441-4.
- Reiner Stach Kafka Die Jahre der Erkenntnis S. Fischer Verlag 2008 ISBN 978-3-10-075119-5
- Ralf Sudau: Franz Kafka: Kurze Prosa/Erzählungen. 2007 ISBN 978-3-12-922637-7.
- Kindlers Neues Literaturlexikon. 1990, ISBN 3-463-43009-6.
- Bettina von Jagow und Oliver Jahraus Kafka-Handbuch Leben-Werk-Wirkung. Vandenhoeck & Ruprecht, 2008, ISBN 978-3-525-20852-6.